# Aeroporto Vilo Acuña
L'aeroporto Vilo Acuña (in spagnolo: Aeropuerto Internacional Vilo Acuña) è un aeroporto cubano che serve l'isola di Cayo Largo del Sur e si trova all'interno della municipalità speciale dell'Isola della Gioventù.